# Pelochelys cantorii
Pelochelys cantorii este o specie de țestoase de apă dulce din familia Trionychidae. Este nativă în Asia de Sud-Est. Este o specie critic pe cale de dispariție, iar în secolul al XX-lea a dispărut dintr-o mare parte a arealului său anterior.

## Taxonomie
Specia nu este găsită în Noua Guinee, deși două specii aparținând genului Pelochelys, P. bibroni și P. signifera, sunt semnalate sporadic în Noua Guinee. P. cantorii este o specie puțin studiată, și este posibil să fie compusă din câțiva taxoni. Un studiu din anul 1995 a arătat că presupusele țestoase P. cantorii din Noua Guinee erau de fapt P. bibroni, iar studiile anterioare a speciei P. cantorii doar au descris populațiile dinspre vest.
Specia este numită după zoologul danez Theodore Edward Cantor.

## Descriere
Pelochelys cantorii are un cap mare și ochii mici, apropiați de vârful botului. Carapacea sa este moale și are culoare măslinie. Juvenilii pot avea pete întunecate pe cap și pe carapace și galben în jurul carapacei.
Această specie se hrănește cu crustacee, moluște, pești și cu unele plante acvatice. Își petrece cam 95 % din viață cu corpul îngropat, exceptând ochii și gura, care ies afară din nisip. Pe parcursul unei zile, iese la suprafață cam doar de două ori pentru a respira, iar femela depune pe malurile râurilor în februarie sau martie vreo 20–28 de ouă cu dimensiunea de circa 3–3,6 cm.
Au fost remarcate diferențe morfologice ale osului neural între specimenele din insulele Filipine și cele din Asia continentală.

## Răspândire și habitat
Specia P. cantorii este găsită preponderent în râurile și pârâiele care curg mai încet. Unele dovezi indică faptul că arealul său se extinde și spre zonele de coastă. Este întâlnită în sudul și estul Indiei, Bangladesh, Birmania, Thailanda, Malaysia, Laos, Cambodgia, Vietnam, sudul și estul Chinei, Luzon, Mindanao și Indonezia (Kalimantan, Java, și Sumatra).

## Conservare
P. cantorii este clasificată de către Uniunea Internațională pentru Conservarea Naturii ca specie critic pe cale de dispariție și a dispărut dintr-o mare parte a arealului său anterior. În 2007, când se cunoștea că ultima apariție în Cambodgia a fost în anul 2003, un studiu efectuat în această țară în apropierea râului Mekong a găsit foarte multe țestoase întinzându-se pe o lungime de circa 48 de kilometri de-a lungul râului.
În insulele Filipine, un juvenil de țestoasă a fost capturat în râul Addalam de către un pescar. În anul 2001, această țestoasă a fost trimisă în Chicago, unde s-a confirmat că este un exemplar de P. cantorii.

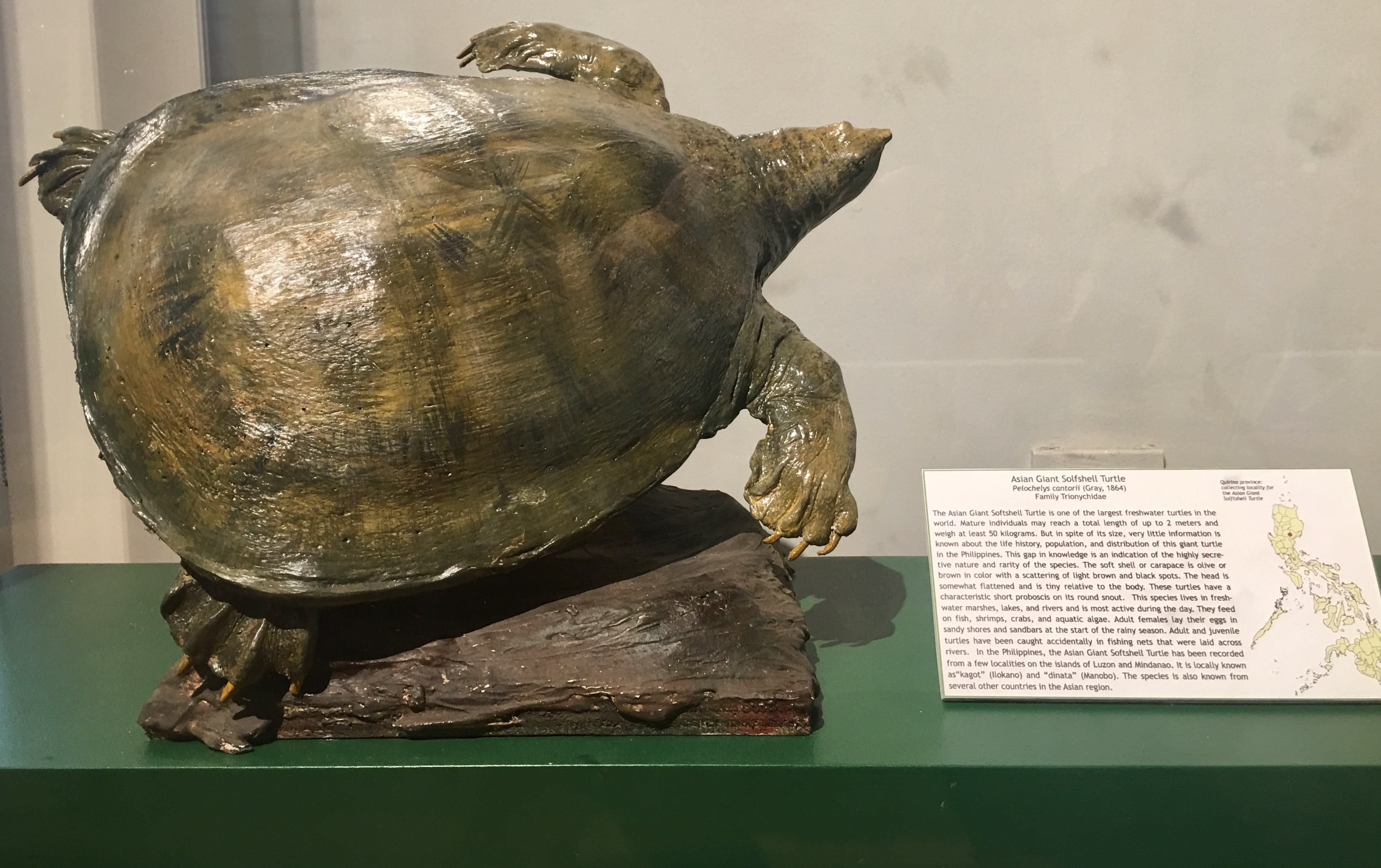
Pelochelys cantorii la Muzeul Național al Insulelor Filipine